# Пісаниця (гміна Каліново)
Пісаниця (пол. Pisanica, нім. Ebenfelde) — село в Польщі, у гміні Каліново Елцького повіту Вармінсько-Мазурського воєводства.
Населення — 1081 особа (2011).
У 1975-1998 роках село належало до Сувальського воєводства.

## Демографія
Демографічна структура станом на 31 березня 2011 року:
|          | Загалом | Допрацездатний вік | Працездатний вік | Постпрацездатний вік |
| -------- | ------- | ------------------ | ---------------- | -------------------- |
| Чоловіки | 535     | 127                | 386              | 22                   |
| Жінки    | 546     | 136                | 341              | 69                   |
| Разом    | 1081    | 263                | 727              | 91                   |